# 7824 Lynch
7824 Lynch este un asteroid din centura principală de asteroizi.

## Descriere
7824 Lynch este un asteroid din centura principală de asteroizi. A fost descoperit pe 7 septembrie 1991 la Observatorul Palomar de Eleanor Francis Helin. El prezintă o orbită caracterizată de o semiaxă mare de 2,26 ua, o excentricitate de 0,21 și o înclinație de 8,7° în raport cu ecliptica.